# Saint-Martin-le-Gréard
Saint-Martin-le-Gréard è un comune francese di 427 abitanti situato nel dipartimento della Manica nella regione della Normandia.

## Società

### Evoluzione demografica
Abitanti censiti